# Project Mc2
Project Mc² (pronunciat Project MC-squared) és una sèrie de televisió estatunidenca per a Web TV produïda per AwesomenessTV de DreamWorks Animation i MGA Entertainment per a Netflix. La sèrie es va estrenar el 7 d'agost de 2015. Els últims episodis es van publicar el 7 de novembre de 2017.

## Episodis

### Part 1 (2015)
| Núm. total | No. in part | Títol                   | Direcció        | Guió          | Data d'estrena original |
| ---------- | ----------- | ----------------------- | --------------- | ------------- | ----------------------- |
| 1          | 1           | «The New Girl»          | Michael Younesi | Jordana Arkin | 7 d'agost de 2015       |
| 2          | 2           | «Secret Agenting»       | Michael Younesi | Jordana Arkin | 7 d'agost de 2015       |
| 3          | 3           | «Smart Is the New Cool» | Michael Younesi | Jordana Arkin | 7 d'agost de 2015       |

### Part 2 (2016)
| Núm. total | No. in part | Títol                      | Direcció        | Guió                               | Data d'estrena original |
| ---------- | ----------- | -------------------------- | --------------- | ---------------------------------- | ----------------------- |
| 4          | 1           | «Back to Basics»           | Michael Younesi | Mitchel Katlin & Nat Bernstein     | 12 d'agost de 2016      |
| 5          | 2           | «No Laughing Matter»       | Michael Younesi | Paul Ciancarelli & David DiPietro  | 12 d'agost de 2016      |
| 6          | 3           | «Trashed»                  | Vanessa Parise  | Jessica Kaminsky                   | 12 d'agost de 2016      |
| 7          | 4           | «Dam Fine Mess»            | Vanessa Parise  | Elizabeth Hackett & Hilary Galanoy | 12 d'agost de 2016      |
| 8          | 5           | «Bye Bye Birdie»           | Michael Younesi | Annie Burgstede & Kate Duffy       | 12 d'agost de 2016      |
| 9          | 6           | «Mission Totally Possible» | Michael Younesi | Kathy Fischer                      | 12 d'agost de 2016      |

### Part 3 (2016)
| Núm. total | No. in part | Títol                      | Direcció        | Guió                               | Data d'estrena original |
| ---------- | ----------- | -------------------------- | --------------- | ---------------------------------- | ----------------------- |
| 10         | 1           | «Finding Maddy»            | Michael Robison | Nat Bernstein & Mitchel Katlin     | 14 d'octubre de 2016    |
| 11         | 2           | «Gummying Up the Works»    | Michael Robison | Paul Ciancarelli & David DiPietro  | 14 d'octubre de 2016    |
| 12         | 3           | «Crate Expectations»       | Ken Friss       | Jessica Kaminsky                   | 14 d'octubre de 2016    |
| 13         | 4           | «One Track Mind»           | Ken Friss       | Elizabeth Hackett & Hilary Galanoy | 14 d'octubre de 2016    |
| 14         | 5           | «Simon Sayz»               | Jon Rosenbaum   | Elaine Aronson                     | 14 d'octubre de 2016    |
| 15         | 6           | «Ear Today. Gone Tomorrow» | Jon Rosenbaum   | Kathy Fischer                      | 14 d'octubre de 2016    |

### Part 4 (2017)
| Núm. total | No. in part | Títol          | Direcció  | Guió                               | Data d'estrena original |
| ---------- | ----------- | -------------- | --------- | ---------------------------------- | ----------------------- |
| 16         | 1           | «A Royal Pain» | Ken Friss | Elizabeth Hackett & Hilary Galanoy | 14 de febrer de 2017    |

### Part 5 (2017)
| Núm. total | No. in part | Títol                                            | Direcció        | Guió                               | Data d'estrena original |
| ---------- | ----------- | ------------------------------------------------ | --------------- | ---------------------------------- | ----------------------- |
| 17         | 1           | «If You Fail on Mars Can Anyone Hear You Scream» | Ken Friss       | Mitchel Katlin                     | 15 de setembre de 2017  |
| 18         | 2           | «Nanobots, Souffles and Gray Goo, Oh My»         | Ken Friss       | Nat Bernstein                      | 15 de setembre de 2017  |
| 19         | 3           | «Bad Air Day»                                    | Michael Younesi | Elizabeth Hackett & Hilary Galanoy | 15 de setembre de 2017  |
| 20         | 4           | «Totally Marble Nailed It»                       | Michael Younesi | Kathleen Fischer                   | 15 de setembre de 2017  |
| 21         | 5           | «Gray Goo on the Loose»                          | Ken Friss       | Nat Bernstein & Mitchel Katlin     | 15 de setembre de 2017  |

### Part 6 (2017)
| Núm. total | No. in part | Títol                            | Direcció     | Guió                               | Data d'estrena original |
| ---------- | ----------- | -------------------------------- | ------------ | ---------------------------------- | ----------------------- |
| 22         | 1           | «Stone Acres Is the Place to Be» | Ken Friss    | Mitchel Katlin                     | 7 de novembre de 2017   |
| 23         | 2           | «Smoke Gets in Your Eyes»        | Allan Harmon | Elaine Aronson                     | 7 de novembre de 2017   |
| 24         | 3           | «Zorro Dark Thirty»              | Allan Harmon | Elizabeth Hackett & Hilary Galanoy | 7 de novembre de 2017   |
| 25         | 4           | «Water from a Bobby Stone»       | Ken Friss    | Kathleen Fischer                   | 7 de novembre de 2017   |
| 26         | 5           | «Family Affair»                  | Ken Friss    | Elaine Aronson                     | 7 de novembre de 2017   |